# 沙烏地阿拉伯王儲
沙烏地阿拉伯王儲是沙烏地阿拉伯王位的繼承人，也是國內地位第二高的人物，僅次於沙特阿拉伯國王。王儲由國王本人提名，並由忠誠會議批准任命。在國王缺席的情況下，王儲經常代表國王出席各式正式場合。

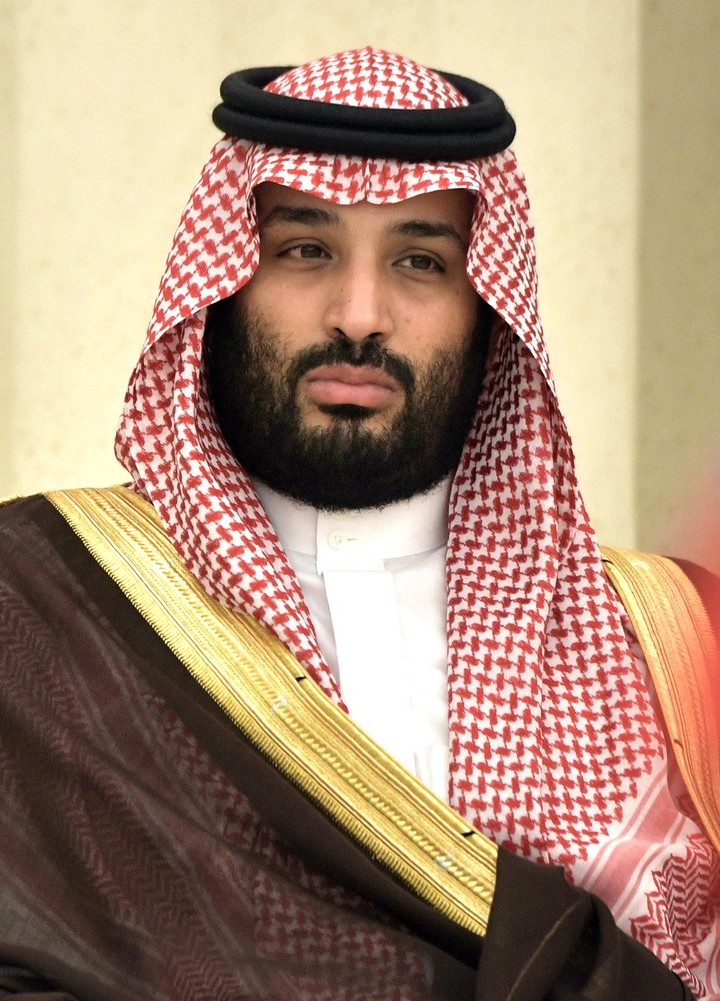
現任沙烏地阿拉伯王儲穆罕默德·本·薩勒曼

傳統上，沙烏地阿拉伯的王位以兄終弟及的方式繼承：伊本·沙烏地去世後，他的六位兒子先後登上王位，前五位皆指定弟弟作為王儲。2015年薩勒曼登基，原任命姪子穆罕默德·本·納伊夫為王儲，打破兄終弟及的傳統；2017年更將王儲人選改為自己兒子穆罕默德·本·薩勒曼。後者被認為是沙烏地阿拉伯目前的實際統治者。

## 歷代王儲
- 沙烏地，1933年－1953年
- 費薩爾，1953年－1964年
- 穆罕默德（英语：Muhammad bin Abdulaziz Al Saud），1964年－1965年（辭職）
- 哈立德，1965年－1975年
- 法赫德，1975年－1982年
- 阿卜杜拉，1982年－2005年
- 蘇爾坦，2005年－2011年（去世）
- 納伊夫，2011年－2012年（去世）
- 薩勒曼，2012年－2015年
- 穆罕默德·本·納伊夫，2015年－2017年
- 穆罕默德·本·薩勒曼，2017年－今